# Челекен (півострів)
39°28′56″ пн. ш. 53°18′35″ сх. д. / 39.4823139° пн. ш. 53.30966945° сх. д.
Півострів Челекен (туркм. Çeleken) — півострів на заході Туркменістану, на східному узбережжі Каспійського моря.
На півострові розташовано місто Хазар, яке також раніше називалося Челекен. 
В адміністративному відношенні територія належить до Балканського веляту.

## Географія
Півострів Челекен має довжину приблизно 40 км і ширину 22 км. 
Омивається Каспійським морем на заході та затокою Тюркменбаши (колишня Красноводська затока) на півночі, яка також утворює затоку Керт-Яха на північному сході, у початковій точці Північної коси. 

На півночі і півдні від півострова прямують дві довгі коси: півострів Кафальджа з мисом Кафальджа на півночі та півострів Дервіш на півдні. 
На півночі косу відділяє лише вузька протока від протилежної коси, яка, прямуючі з півночі, утворює острови острови Осушної та Шинкоренко та мис Мис Красноводський. 
На півдні до півострова Дервіш примикає коса з островом Огурджали.
Колишній острів Челекен піднімається приблизно на 100  м над рівнем моря (гори Чохрак). 
На західному узбережжі скелі також піднімаються на висоту 25  м. 
На сході ландшафт пологий. 
Загалом ландшафт нагадує пустелю. 
Крім Хазара, на півострові є поселення Кайраюз , Керт-Яха , Кошкін, Челекен, Гарагьол, Алая, Дагаджик і Огомана (Ага-Мани). 
Дорога з'єднує міста з Готурдепе і Моллагара на материку на сході. 
Між півостровом і материком у затоках на півночі та півдні розташовані численні малі острови, які виникли після висихання Каспійського моря.
Іноді, як в 1995 році, рівень Каспійського моря підвищується, і півострів знову перетворюється на острів. 

На півострові є грязьові вулкани. 

Клімат пустельний з річною кількістю опадів близько 150 мм.